# Praštěná holka
Praštěná holka (v anglickém originále Clueless) je americký romantický komediální film z roku 1995. Režie a scénáře se ujala Amy Herckerlingová. Hlavní role hrají Alicia Silverstoneová, Stacey Dashová, Paul Rudd a Brittany Murphyová. Film získal převážně pozitivní recenze od kritiků a vydělal přes 56,6 milionů dolarů. Po filmu následovalo zpracování seriálu a série knih.

## Obsazení
- Alicia Silverstoneová jako Cheryl "Cher" Horowitz
- Stacey Dashová jako Dionne Davenport
- Brittany Murphyová jako Tai Frasier
- Paul Rudd jako Josh Lucas
- Dan Hedaya jako Melvin "Mel" Horowitz
- Elisa Donovanová jako Amber Mariens
- Justin Walker jako Christian Stovitz
- Wallace Shawn jako pan Wendell Hall
- Twink Caplanová jako paní Geistová
- Julie Brownová jako Coach Millie Stoeger
- Donald Faison jako Murray Duvall
- Breckin Meyer jako Travis Birkenstock
- Jeremy Sisto jako Elton Tiscia
- Nicole Bilderbacková jako Summer

## Produkce
Natáčení se odehrávalo mezi 21. listopadem a 31. prosincem 1994. Herb Hall, který je ve skutečnosti učitelem dramatu na střední škole v Beverly Hills se ve filmu zahrál ředitele. Scény z okolí školy, tenisový kurt, jídelna a jednotlivé třídy se natáčení na Occidental College v Los Angeles. Scéna v nákupním středisku se natáčela ve Westfield Fashion Square v Sherman Oaks v Kalifornii.

## Přijetí

### Tržby
Film se promítal v 1 653 kinech Spojených států amerických a za první víkend se stal druhým nejnavštěvovanějším filmem s výdělkem 10,6 milionů dolarů. Za svojí promítací dobu vydělal 56,6 milionů dolarů.

### Recenze
Na recenzní stránce Rotten Tomatoes získal z 57 započtených recenzí 81 procent s průměrným ratingem 6,9 bodů z deseti. Na serveru Metacritic snímek získal z 18 recenzí 68 bodů ze sta. Na Česko-Slovenské filmové databázi snímek získal 57 procent.

### Ocenění a nominace
V roce 2008 magazín Entertainment Weekly vybral film do svého seznamu nejlepších sto "nových klasik" vydaných mezi lety 1983 a 2008. Praštěná holka se umístila na 42. místě. V roce 2008 magazín film také jmenoval 19. nejlepší komedií za posledních 25 let.